# Gare d'Ernage
La gare d'Ernage est une gare ferroviaire belge de la ligne 161, de Schaerbeek à Namur, située à Ernage section de la commune de Gembloux dans la province de Namur.
Elle est mise en service en 1889 par l'Administration des chemins de fer de l'État belge. C'est une halte voyageurs de la Société nationale des chemins de fer belges (SNCB) desservie par des trains omnibus (L) et Heure de pointe (P).

## Situation ferroviaire
Établie à 147 mètres d'altitude, la gare d'Ernage, est située au point kilométrique (PK) 40,560 de la ligne 161, de Schaerbeek à Namur entre les gares de Chastre et de Gembloux.

## Histoire
Vers 1880, il est prévu la construction d'une gare qui ne peut être réalisée immédiatement.
L'arrêt d'Ernage est mis en service le 9 mai 1889 par l'Administration des chemins de fer de l'État belge. Elle est située à 2 323 mètres de la gare de Chastre et à 2 881 m de celle de Gembloux. Il est géré depuis la gare de Gembloux.
En 1905, Ernage acquiert le statut de halte et des tarifs sont mis en place pour les voyageurs, les bagages et les marchandises. C'est sans doute à ce moment-là qu'a été édifié le bâtiment de la gare : une halte de plan type 1893 munie d'une aile de cinq travées et dont la façade alternait des bandeaux de brique de plusieurs couleurs.
Durant la Première Guerre mondiale, la desserte de l'arrêt d'Ernage fut suspendue.
Le bâtiment de la gare a désormais été démoli.

## Service des voyageurs

### Accueil
Halte SNCB, c'est un point d'arrêt non géré (PANG) à accès libre. Les deux quais sont équipés d'abris munis de bancs. Elle est accessible via des escaliers avec rampe.

### Desserte
Ernage est une halte voyageurs de la Société nationale des chemins de fer belges (SNCB) desservie par des trains omnibus (L) et Heure de pointe (P) de la relation Ottignies - Gembloux - Namur (voir fiches horaires de la ligne).
En semaine, la desserte comprend un train L par heure complétés par deux trains P Ottignies - Gembloux et un train P Namur - Ottignies dans chaque sens (le matin) ainsi qu'un train P Namur - Ottignies et deux trains P Ottignies - Namur (l'après-midi).
Les weekends et jours fériés, seuls circulent les trains L (un toutes les deux heures).

### Intermodalité
Un parking pour les véhicules y est aménagé. Un arrêt de bus TEC est présent sur la Place de la Gare.

## Comptage voyageurs
Le graphique et le tableau montrent le nombre de passagers qui en moyenne embarquent durant la semaine, le samedi et le dimanche.
| Nombre de voyageurs qui embarquent à la gare d'Ernage | Nombre de voyageurs qui embarquent à la gare d'Ernage | Nombre de voyageurs qui embarquent à la gare d'Ernage | Nombre de voyageurs qui embarquent à la gare d'Ernage |
|                                                       | Semaine                                               | Samedi                                                | Dimanche                                              |
| ----------------------------------------------------- | ----------------------------------------------------- | ----------------------------------------------------- | ----------------------------------------------------- |
| 1977                                                  | 183                                                   | 53                                                    | 33                                                    |
| 1978                                                  | 128                                                   | 35                                                    | 29                                                    |
| 1979                                                  | 127                                                   | 20                                                    | 8                                                     |
| 1980                                                  | 149                                                   | 38                                                    | 25                                                    |
| 1981                                                  | 141                                                   | 40                                                    | 20                                                    |
| 1982                                                  | 127                                                   | 28                                                    | 24                                                    |
| 1983                                                  | 119                                                   | 28                                                    | 16                                                    |
| 1984                                                  | 110                                                   | 41                                                    | 23                                                    |
| 1985                                                  | 105                                                   | 45                                                    | 29                                                    |
| 1986                                                  | 101                                                   | 41                                                    | 27                                                    |
| 1987                                                  | 114                                                   | 35                                                    | 11                                                    |
| 1988                                                  | 125                                                   | 30                                                    | 21                                                    |
| 1989                                                  | 92                                                    | 35                                                    | 27                                                    |
| 1990                                                  | 117                                                   | 27                                                    | 26                                                    |
| 1991                                                  | 89                                                    | 38                                                    | 24                                                    |
| 1992                                                  | 112                                                   | 39                                                    | 27                                                    |
| 1993                                                  | 104                                                   | 43                                                    | 20                                                    |
| 1994                                                  | 130                                                   | 33                                                    | 13                                                    |
| 1995                                                  | 94                                                    | 30                                                    | 19                                                    |
| 1996                                                  | 99                                                    | 15                                                    | 11                                                    |
| 1997                                                  | 67                                                    | 18                                                    | 16                                                    |
| 1998                                                  | 77                                                    | 11                                                    | 12                                                    |
| 1999                                                  | 64                                                    | 8                                                     | 6                                                     |
| 2000                                                  | 80                                                    | 20                                                    | 10                                                    |
| 2001                                                  | 64                                                    | 12                                                    | 5                                                     |
| 2002                                                  | 67                                                    | 17                                                    | 10                                                    |
| 2003                                                  | 65                                                    | 15                                                    | 8                                                     |
| 2004                                                  | 85                                                    | 14                                                    | 9                                                     |
| 2005                                                  | 90                                                    | 14                                                    | 6                                                     |
| 2006                                                  | 92                                                    | 26                                                    | 17                                                    |
| 2007                                                  | 90                                                    | 16                                                    | 10                                                    |
| 2008                                                  | -                                                     | -                                                     | -                                                     |
| 2009                                                  | 143                                                   | 7                                                     | 6                                                     |
| 2010                                                  | -                                                     | -                                                     | -                                                     |
| 2011                                                  | -                                                     | -                                                     | -                                                     |
| 2012                                                  | 128                                                   | 12                                                    | 9                                                     |
| 2013                                                  | 83                                                    | 14                                                    | 16                                                    |
| 2014                                                  | 119                                                   | 33                                                    | 20                                                    |
| 2015                                                  | 116                                                   | 26                                                    | 21                                                    |
| 2016                                                  | 88                                                    | 18                                                    | 15                                                    |
| 2017                                                  | 88                                                    | 16                                                    | 11                                                    |
| 2018                                                  | 114                                                   | 22                                                    | 16                                                    |
| 2019                                                  | 107                                                   | 25                                                    | 22                                                    |
| 2020                                                  | 71                                                    | 14                                                    | 5                                                     |
| 2021                                                  | -                                                     | -                                                     | -                                                     |
| 2022                                                  | 184                                                   | 44                                                    | 39                                                    |
| 2023                                                  | 109                                                   | 42                                                    | 44                                                    |
| 2024                                                  | 116                                                   | 25                                                    | 29                                                    |